# اللبوة
اللبوة أو لبوة هي بلدة لبنانية من قرى قضاء بعلبك في محافظة بعلبك الهرمل.

## تاريخ

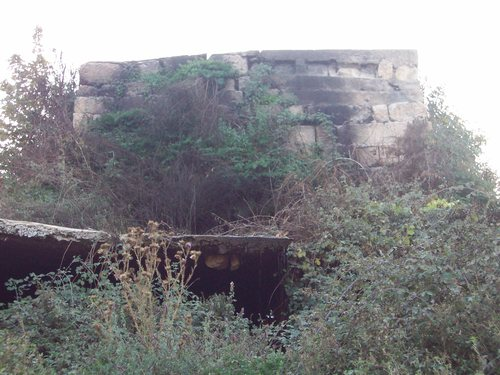
حصن اللبوة

تضم اللبوة مستوطنات تعود إلى العصر الحجري الحديث، حيث تعود آثارها إلى الألفية السابعة قبل الميلاد. يُعتقد أن البلدة كانت تُعرف عند المصريين باسم "لابعو"، بينما أُطلق عليها الآشوريون اسم "لاباو"، وعُرفت عند العبرانيين بـ"لبوحامات". وقد ارتبط هذا الاسم بـ"مدخل حامات" المذكور في سفر الملوك وسفر حزقيال، والذي كان يُشكل الحدود الشمالية لمملكة سليمان، قبل أن يفقد لصالح السوريين. ويُذكر أن يربعام الثاني، ملك إسرائيل، "أعاد حدود إسرائيل من مدخل حامات إلى بحر العربة (البحر الميت)".
في اللغة السريانية، تعني كلمة "اللبوة" "القلب" أو "المركز"، بينما يُعتقد أيضًا أن التسمية قد تكون مشتقة من الكلمة العربية التي تعني "أسد" أو "لبؤة". تحتوي البلدة على عدة مواقع أثرية مهمة، من بينها ثلاث كهوف أثرية تضم توابيت تعود إلى العصرين الروماني والبيزنطي، بالإضافة إلى بقايا معبد قديم. كما تضم أنقاض حصن بيزنطي وسد روماني، يُعتقد أنه شُيّد في عهد الملكة زنوبيا، حيث تروي الأساطير أن قنوات نُحتت في الصخور لنقل المياه إلى تدمر في سوريا.

في عام 1834، كتب بوركهاردت باركر عن زيارته للمنطقة قائلًا: "وصلت إلى قرية تُدعى اللبوة بعد مروري بمخيم للتركمان على يمين الطريق في موقع يُعرف باسم شعد. تقع اللبوة عند سفح سلسلة جبال لبنان الشرقية، على قمة تل صغير، بالقرب من نبع يتدفق لعدة ساعات عبر السهل قبل أن يصب في الحوض الذي ينبع منه نهر العاصي". وفي عام 1838، أشار إيلي سميث إلى أن اللبوة كانت قرية شيعية ضمن منطقة بعلبك.

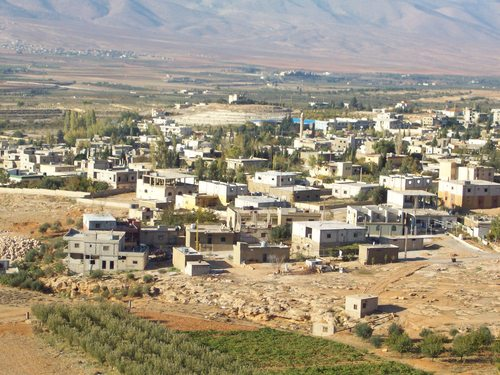
مشهد من البلدة مطل على السهل

## ينابيع ونهر اللبوة
تقع القرية على تل يبعد 26 كيلومترًا (16 ميلًا) شمال شرق بعلبك، وهي التي أعطت اسمها لينابيع اللبوة ونهر اللبوة، أحد مصادر نهر العاصي. يتدفق نهر اللبوة لمسافة حوالي 20 كيلومترًا (12 ميلًا) عبر صحراء صخرية. ثم ينحدر إلى بحيرة ومجرى مائي أوسع عند قرية أخرى تسمى الرأس، والتي تعتبر منبع نهر العاصي. يستمر هذا المجرى في التدفق نحو الشمال الشرقي، مغذى بالعديد من الجداول الأخرى من جبال لبنان.